# پسو کانیادا

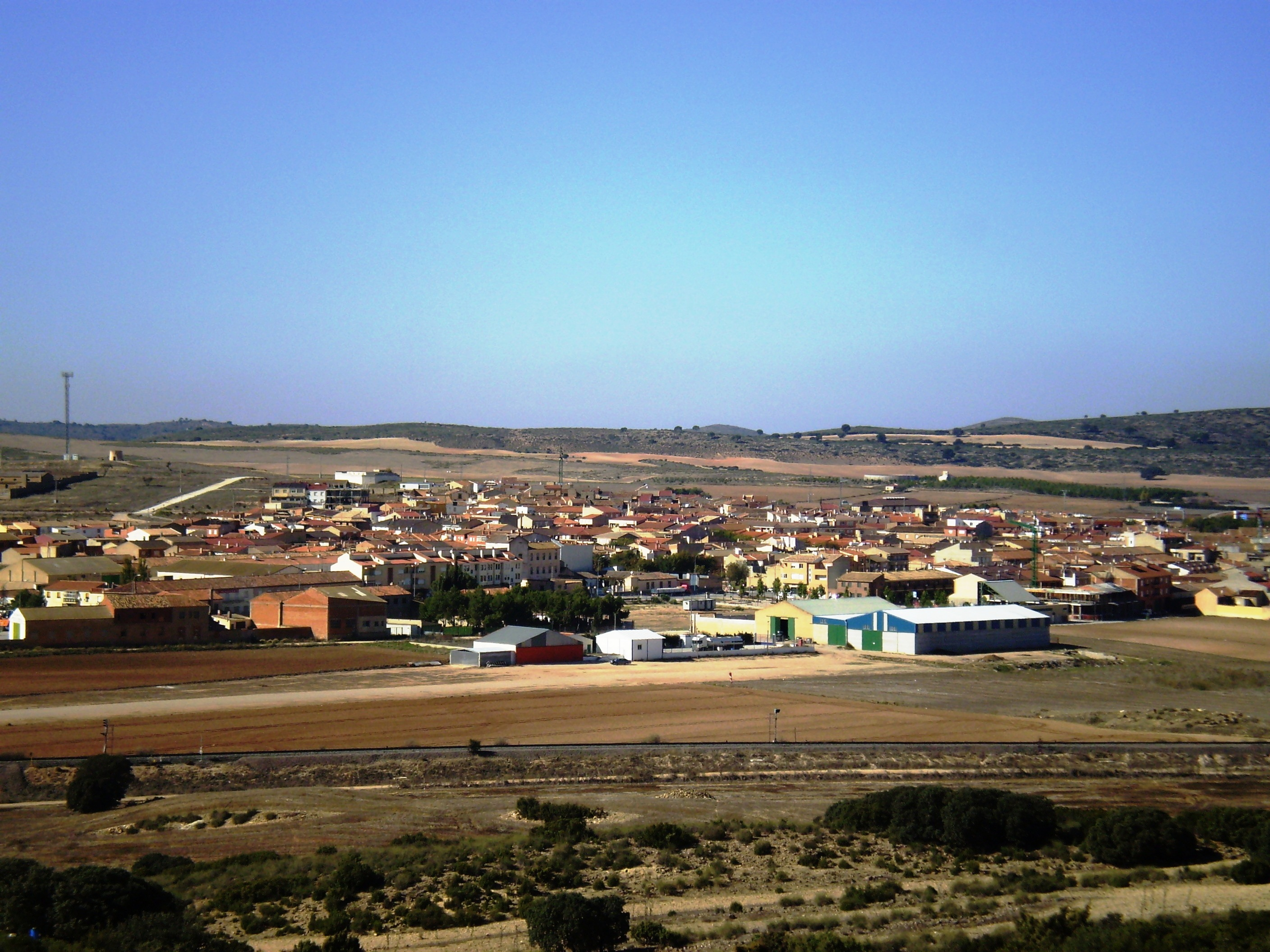
نمایی از پسو کانیادا، دهستانی در استان آلباستهٔ اسپانیا - ۲۰۰۷

پسو کانیادا دهستانی در استان آلباستهٔ اسپانیا است.
در این دهستان ۲۷۱۸ نفر زندگی می‌کنند. مساحت این دهستان ۱۱۷٫۱۶ کیلومتر مربع است.